# Ricattura dell'Angola
La ricattura dell'Angola fu una campagna militare combattuta tra i portoghesi e gli occupanti olandesi dell'Angola. Il suo episodio bellico più rilevante fu certamente l'assedio che i portoghesi mossero alla guarnigione olandese asserragliata a Luanda, riuscendo a vincere questi ultimi ed a riconquistare la colonia.

## Storia
Nel 1641 Giovanni Maurizio di Nassau-Siegen inviò una spedizione guidata dall'ammiraglio Cornelis Jol da Recife nel Brasile olandese in Africa, per impadronirsi della capitale dell'Angola portoghese Luanda. Gli olandesi riuscirono a catturare facilmente Luanda in agosto mentre le forze portoghesi erano impegnate in una campagna nell'entroterra contro il Regno del Congo. I due paesi continuarono a combattere una guerra di logoramento in Angola, fino a quando nel 1648 il governatore portoghese di Rio de Janeiro e dell'Angola, Salvador de Sá, raggiunse Luanda con un corpo di spedizione di 900 uomini e assediò e riconquistò la città, difesa da 1 200 soldati olandesi. Una forza olandese di 300 soldati tornata dall'entroterra per venire in soccorso al presidio di Luanda, si arrese ai portoghesi. A questo punto, Salvador de Sá inviò una spedizione a Benguela costringendo alla resa la guarnigione olandese.
Una flotta portoghese riconquistò anche l'arcipelago di São Tomé e Príncipe, costringendo gli olandesi a ritirarsi abbandonando tutta l'artiglieria.
La riconquista dell'Angola fu una vittoria decisiva dei portoghesi poiché il Brasile olandese non poteva sopravvivere senza gli schiavi dell'Angola. La sconfitta degli olandesi fu perciò il preludio della fine della presenza olandese in Sud America (con l'eccezione della Guiana), che significò non solo il fallimento della WIC, ma anche il collasso dell'impero olandese in Occidente.